# Bruno Stein
Bruno Stein (geboren 19. Juli 1930 in Wien; gestorben 3. März 1996 in New York City) war ein US-amerikanischer Ökonom und Hochschullehrer.

## Leben
Bruno Stein war ein Sohn des Leinenhändlers Leo Stein und der Pauline Lindenbaum. Nach dem Anschluss Österreichs 1938 wurde sein Vater im Zuge der Reichspogromnacht für eine Zeit in ein Konzentrationslager verschleppt und starb bald darauf an den Haftfolgen. Seiner Mutter gelang Anfang 1939 mit ihren beiden Kindern die Flucht in die USA, wo sie als Textilarbeiterin und Kaufhausangestellte für den Lebensunterhalt der Familie sorgte. 
Stein studierte mit einem Stipendium an der New York University und machte 1950 einen B.A. und 1952 einen M.A. Er wurde für zwei Jahre Soldat der US Army und war danach Instructor für Ökonomie an der NYU. Er wurde mit einer Dissertation über die Lohnstabilisierungspolitik während des Koreakrieges promoviert und wurde 1959 zum Assistenzprofessor ernannt. 1963 wurde er Associate Professor und 1968 Professor of Economics. 1969 heiratete er Judith Paris, sie hatten eine Tochter. 1972/73 hielt er sich an der London School of Economics auf. Ab 1990 war er außerdem Herausgeber der Zeitschrift Contemporary Problems in Labor and Employment Law. Seine Arbeiten auf dem Gebiet der Arbeitsmarktforschung führten zu seiner Berufung in die National Academy of Social Insurance.

## Schriften (Auswahl)
- On relief : the economy of poverty and public welfare. New York: Basic Books, 1971
- (Mitherausgeber): Incentives and planning in social policy. Chicago: Aldine, 1974
- Work and Welfare in Britain and the U.S.A. Wiley, 1976
- Social security and pensions in transition : understanding the American retirement system. 1980